# Caius Oppius Sabinus
Caius Oppius Sabinus est un sénateur romain du Ier siècle, consul ordinaire en 84 avec l'empereur Domitien. Il meurt lors de l'attaque dace de 85 dans la province qu'il gouverne alors, la Mésie romaine.

## Biographie
Il serait originaire d’Auximum (ou d’Auximinum). Son père ou son oncle est peut-être Spurius Oppius, un des consuls suffects de l'an 43.
En 84, il est consul éponyme aux côtés de l'empereur Domitien.
L'année suivante, il est gouverneur (légat d'Auguste propréteur) de Mésie. La politique de plus en plus sévère suivie par Domitien à l’encontre des tribus barbares vivant le long de la frontière a pu conduire un certain Diurpaneus, un chef des Daces, à former une coalition contre Rome et, durant l’hiver 84/85,,, à mener l’invasion de la province de Mésie. Oppius Sabinus est tué dans les combats, et de nombreux forts auxiliaires le long du Danube sont détruits. La province de Mésie est livrée aux pillages. L'empereur réunit une armée et repousse l’invasion au-delà du Danube avant la fin de l’année 85. Cette invasion déclenche la guerre dacique de Domitien.